# Olena Pajolchyk
Olena Ivanivna Pajolchyk –en ucraniano, Олена Іванівна Пахольчик– (Maikain, URSS, 2 de noviembre de 1964) es una deportista ucraniana que compitió en vela en la clase 470. 
Participó en tres Juegos Olímpicos de Verano, obteniendo dos medallas de bronce: en Atlanta 1996 y en Sídney 2000, ambas en la clase 470 (junto con Ruslana Taran), y el cuarto lugar en Barcelona 1992.
Ganó cinco medallas en el Campeonato Mundial de 470 entre los años 1991 y 1999, y siete medallas en el Campeonato Europeo de 470 entre los años 1991 y 1999.
En 1997 fue nombrado Regatista Mundial del Año por la Federación Internacional de Vela junto con su compañera de la clase 470, Ruslana Taran.

## Palmarés internacional
| \| Representando a la URSS \| \| \| \| \| Campeonato Mundial \| \| \| \| \| Año \| Lugar \| Medalla \| Clase \| \| 1991 \| Brisbane (Australia) \| Medalla de plata \| 470 \| \| Campeonato Europeo \| \| \| \| \| Año \| Lugar \| Medalla \| Clase \| \| 1991 \| Bergen (Noruega) \| Medalla de plata \| 470 \| \| Representando a la CEI \| \| \| \| \| Campeonato Europeo \| \| \| \| \| Año \| Lugar \| Medalla \| Clase \| \| 1992 \| Nieuwpoort (Bélgica) \| Medalla de bronce \| 470 \| \| Representando a Ucrania \| \| \| \| \| Juegos Olímpicos \| \| \| \| \| Año \| Lugar \| Medalla \| Clase \| \| 1996 \| Atlanta (Estados Unidos) \| Medalla de bronce \| 470 \| \| 2000 \| Sídney (Australia) \| Medalla de bronce \| 470 \| \| Campeonato Mundial \| \| \| \| \| Año \| Lugar \| Medalla \| Clase \| \| 1995 \| Toronto (Canadá) \| Medalla de plata \| 470 \| \| 1997 \| Tel Aviv (Israel) \| Medalla de oro \| 470 \| \| 1998 \| El Arenal (España) \| Medalla de oro \| 470 \| \| 1999 \| Melbourne (Australia) \| Medalla de oro \| 470 \| \| Campeonato Europeo \| \| \| \| \| Año \| Lugar \| Medalla \| Clase \| \| 1995 \| Båstad (Suecia) \| Medalla de oro \| 470 \| \| 1996 \| Isla Haying (Reino Unido) \| Medalla de oro \| 470 \| \| 1997 \| Nieuwpoort (Bélgica) \| Medalla de oro \| 470 \| \| 1998 \| Çeşme (Turquía) \| Medalla de oro \| 470 \| \| 1999 \| Zadar (Croacia) \| Medalla de oro \| 470 \| |                           |                   |       |
| Representando a la URSS |                           |                   |       |
| Campeonato Mundial |                           |                   |       |
| Año | Lugar                     | Medalla           | Clase |
| 1991 | Brisbane (Australia)      | Medalla de plata  | 470   |
| Campeonato Europeo |                           |                   |       |
| Año | Lugar                     | Medalla           | Clase |
| 1991 | Bergen (Noruega)          | Medalla de plata  | 470   |
| Representando a la CEI |                           |                   |       |
| Campeonato Europeo |                           |                   |       |
| Año | Lugar                     | Medalla           | Clase |
| 1992 | Nieuwpoort (Bélgica)      | Medalla de bronce | 470   |
| Representando a Ucrania |                           |                   |       |
| Juegos Olímpicos |                           |                   |       |
| Año | Lugar                     | Medalla           | Clase |
| 1996 | Atlanta (Estados Unidos)  | Medalla de bronce | 470   |
| 2000 | Sídney (Australia)        | Medalla de bronce | 470   |
| Campeonato Mundial |                           |                   |       |
| Año | Lugar                     | Medalla           | Clase |
| 1995 | Toronto (Canadá)          | Medalla de plata  | 470   |
| 1997 | Tel Aviv (Israel)         | Medalla de oro    | 470   |
| 1998 | El Arenal (España)        | Medalla de oro    | 470   |
| 1999 | Melbourne (Australia)     | Medalla de oro    | 470   |
| Campeonato Europeo |                           |                   |       |
| Año | Lugar                     | Medalla           | Clase |
| 1995 | Båstad (Suecia)           | Medalla de oro    | 470   |
| 1996 | Isla Haying (Reino Unido) | Medalla de oro    | 470   |
| 1997 | Nieuwpoort (Bélgica)      | Medalla de oro    | 470   |
| 1998 | Çeşme (Turquía)           | Medalla de oro    | 470   |
| 1999 | Zadar (Croacia)           | Medalla de oro    | 470   |